# Nick McGlynn
Nick McGlynn (Stoughton, Wisconsin, 6 de octubre de 1996) es un baloncestista estadounidense que pertenece a la plantilla del Dziki Warszawa de la Polska Liga Koszykówki, el primer nivel del baloncesto polaco. Con 2,03 metros de estatura, juega en la posición de ala-pívot.

## Trayectoria deportiva

### Universidad
Jugó cuatro temporadas con los Bulldogs de la Universidad de Drake, en las que promedió 8,7 puntos, 5,1 rebotes y 1,1 tapones por partido. En su última temporada fue incluido en el mejor quinteto absoluto y en el mejor quinteto defensivo de la Missouri Valley Conference además de ser elegido jugador defensivo del año de la conferencia.

### Profesional
Tras no ser elegido en el Draft de la NBA de 2019, en el mes de agosto firmó su primer contrato profesional con el T71 Dudelange de la Total League luxemburguesa, donde disputó once partidos, en los que promedió 18,8 puntos y 10,2 rebotes, hasta que en enero de 2020 fichó por el Vienna DC Timberwolves de la Admiral Bundesliga, el primer nivel del baloncesto austriaco.
En abril de 2021, se compromete con Leuven Bears de la Pro Basketball League, el primer nivel del baloncesto belga.